# 奥澤宏幸
奥澤 宏幸（おくざわ ひろゆき、1962年10月31日 - ）は、日本の実業家。第一三共代表取締役社長CEO。

## 人物
埼玉県羽生市出身。埼玉県立熊谷高等学校を経て、1986年一橋大学社会学部卒業。津田眞澂ゼミ出身。大学3年次にはワンダーフォーゲル部主将を務めた。
1986年三共（のちの第一三共）入社。2018年執行役員。2021年取締役常務執行役員CFO。2022年取締役専務執行役員CFO。2023年代表取締役社長COO。2025年代表取締役社長CEO。趣味は登山と読書で、毎年三峰山の三峰神社に初詣する。